# Anthracobia macrocystis

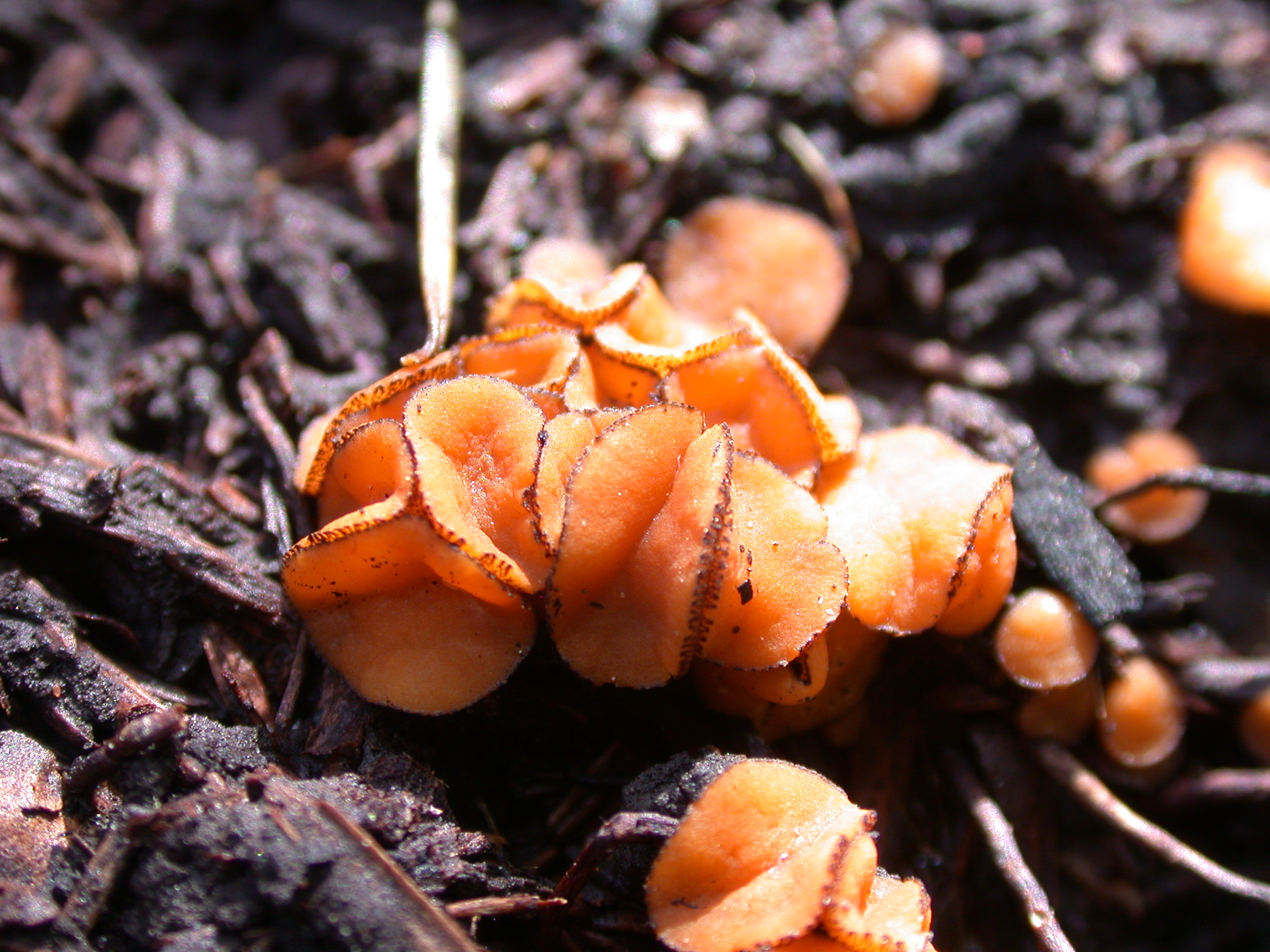

Anthracobia macrocystis (Cooke) Boud. – gatunek grzybów z rodziny Pyronemataceae.

## Systematyka i nazewnictwo
Pozycja w klasyfikacji według Index Fungorum: Anthracobia, Pyronemataceae, Pezizales, Pezizomycetidae, Pezizomycetes, Pezizomycotina, Ascomycota, Fungi.
Po raz pierwszy takson ten zdiagnozował w 1873 roku Mordecai Cubitt Cooke nadając mu nazwę Peziza subhirsuta var. macrocystis. Obecną, uznaną przez Index Fungorum nazwę nadał mu w 1867 roku Jean Louis Émile Boudier.
Synonimy:
- Humaria macrocystis (Cooke) Sacc. 1889
- Humarina macrocystis (Cooke) Snyder 1936
- Peziza macrocystis (Cooke) Cooke 1875
- Peziza subhirsuta var. macrocystis Cooke 1873[2].

## Morfologia
Owocniki typu apotecjum występujące pojedynczo lub w grupach. Początkowo mają typowy kształt miseczki, później rozpłaszczają się. Brzeg cały, lekko podniesiony. Powierzchnia zewnętrzna brązowawa, gładka lub drobnoziarnista, wewnętrzna pomarańczowo-czerwona. Zewnętrzne komórki apotecjów są bardzo duże. Worki cylindryczne. Wstawki maczugowate, wypełnione pomarańczowymi granulkami. Zarodniki eliptyczne, wąskie, 23 × 12,7 µm.

## Występowanie i siedlisko
Anthracobia macrocystis występuje na wszystkich kontynentach poza Antarktydą. W Polsce po raz pierwszy jej występowanie podała Barbara Gumińska w 1972 r., później gatunek notowany jeszcze wielokrotnie.
Grzyb saprotroficzny występujący głównie na wypaleniskach.